# Jan Timman
Jan Timman, född 14 december 1951 i Amsterdam, är en nederländskt stormästare i schack. Timman var en av världens bästa spelare från sent 1970-tal till tidigt 1990-tal. Han var på toppen av karriären en av de bästa icke-sovjetiska spelarna i världen. Han har vunnit holländska mästerskapet i schack nio gånger.